# Aenictus hoelldobleri
Aenictus hoelldobleri (лат.) — вид муравьёв-кочевников из рода Aenictus. Юго-Восточная Азия. Назван в честь немецкого мирмеколога профессора Берта Холлдоблера (Berthold ‘Bert’ Hölldobler).

## Описание
Длина рабочих 2,34—2,88 мм. Усики, грудь, петиоль и постпетиоль красноватые до желтовато-коричневых, брюшко и ноги желтовато-коричневые. Субпетиолярный отросток прямоугольно-трапециевидный, его вентральный контур с тонкими почти прозрачными пластинками; жевательный край мандибул с 4 (редко 3) зубцами (общее число мандибулярных зубцов 6—7, включая апикальный, субапикальный и базальный зубец). Дорсальная сторона мезонотума и петиоль мелко сетчатые. Усики 10-члениковые. Голова и брюшко блестящие. Стебелёк между грудью и брюшком у рабочих состоит из двух члеников, а у самок и самцов — из одного (петиоль). Вид был впервые описан в 2015 году, а его валидный статус подтверждён в ходе ревизии, проведённой в 2023 году индийскими мирмекологами Таруном Дхадвалом и Химендером Бхарти (Department of Zoology and Environment Sciences, Punjabi University, Патиала, Индия). Включён в состав видовой группы Aenictus ceylonicus, крупнейшей среди всех групп рода Aenictus (в группе около 40 из примерно 200 всех его видов).